# Фрунзенська (станція метро, Санкт-Петербург)
59°54′23″ пн. ш. 30°19′03″ сх. д. / 59.90639° пн. ш. 30.31750° сх. д.
Фрунзенська (рос. Фрунзенская) — станція Московсько-Петроградської лінії Петербурзького метрополітену, розташована між станціями «Московські ворота» і «Технологічний інститут». 
Відкрита 29 квітня 1961 року у складі ділянки «Парк Перемоги»-«Технологічний інститут». Найменування отримала на честь революціонера, радянського державного і військового діяча Михайла Васильовича Фрунзе. У проекті станція носила назву «Обвідний канал».

## Вестибюль
Наземний вестибюль побудований за типовим проектом (аналогічно станціям «Парк Перемоги» і «Електросила») — приосадкувата циліндрична будівля з куполом і заскленими входами, що нагадує кіоск.
Вихід у місто на Московський проспект, до Смоленської вулиці, набережну Обвідного каналу, заводу «ПЕТМОЛ», Фрунзенського універмагу.

## Технічна характеристика
Конструкція станції — Пілонна трисклепінна з укороченим центральним залом (глибина закладення — 39 м).
Похилий хід тристрічковий, починається з південного торця станції.

## Оздоблення
Пілони оздоблені білим мармуром і розширюються вгору, колійні стіни покриті кахельною плиткою. Для освітлення використовуються незвичайні світильники. Як і на «Московських воротах» , спарені люмінесцентні лампи тягнуться довгою вузькою смугою, з'єднуючи два торця залів. На південній торцевій стіні розташований барельєф, який виконаний з алюмінію і червоною смальтою і зображує М. В. Фрунзе на коні, в оточенні червоноармійців і на тлі бойових прапорів (скульптор В. І. Сичов). На проекті було інша прикраса торця — на червоному тлі голова Леніна з текстом: «Всі сили на виконання семирічки!».

## Ресурси Інтернету
- «Фрунзенська» на офіційному сайті Петербурзького метрополітену [Архівовано 6 березня 2014 у Wayback Machine.](рос.)
- «Фрунзенська» на metro.vpeterburge.ru [Архівовано 26 лютого 2014 у Wayback Machine.](рос.)
- «Фрунзенська» на форумі metro.nwd.ru [Архівовано 4 березня 2016 у Wayback Machine.](рос.)
- Санкт-Петербург. Петроград. Ленінград: Енциклопедичний довідник. «Фрунзенська»(рос.)